# Campeonato Mundial de Esquí Nórdico de 2011
El XLIX Campeonato Mundial de Esquí Nórdico se celebró en Oslo (Noruega) entre el 22 de febrero y el 6 de marzo de 2011 bajo la organización de la Federación Internacional de Esquí (FIS) y la Federación Noruega de Esquí.
Las competiciones se realizaron en la estación de esquí de Holmenkollen, al norte de la capital noruega.

## Esquí de fondo

### Masculino
| Evento                          | Oro                                                                                                 | Plata                                                                                      | Bronce                                                                                |
| ------------------------------- | --------------------------------------------------------------------------------------------------- | ------------------------------------------------------------------------------------------ | ------------------------------------------------------------------------------------- |
| Velocidad individual EL (24.02) | Marcus Hellner · Suecia · 2:57,4                                                                    | Petter Northug · Noruega · 2:58,0                                                          | Emil Jönsson · Suecia · 2:58,5                                                        |
| Velocidad por equipo EC (02.03) | Canadá · Devon Kershaw · Alex Harvey · 19:10,0                                                      | Noruega · Petter Northug · Ola Vigen Hattestad · 19:10,2                                   | Rusia · Alexandr Panzhinski · Nikita Kriukov · 19:10,5                                |
| 15 km EC (01.03)                | Matti Heikkinen · Finlandia · 38:14,7                                                               | Eldar Rønning · Noruega · 38:28,0                                                          | Martin Johnsrud Sundby · Noruega · 38:46,6                                            |
| 30 km persecución EM (27.02)    | Petter Northug · Noruega · 1:14:10,4                                                                | Maxim Vylegzhanin · Rusia · 1:14:11,1                                                      | Ilia Chernousov · Rusia · 1:14:11,6                                                   |
| 50 km EL (06.03)                | Petter Northug · Noruega · 2:08:09,0                                                                | Maxim Vylegzhanin · Rusia · 2:08:10,7                                                      | Tord Asle Gjerdalen · Noruega · 2:08:15,3                                             |
| Relevo 4 × 10 km (04.03)        | Noruega · Martin Johnsrud Sundby · Eldar Rønning · Tord Asle Gjerdalen · Petter Northug · 1:40:10,2 | Suecia · Daniel Rickardsson · Johan Olsson · Anders Södergren · Marcus Hellner · 1:40:11,5 | Alemania · Jens Filbrich · Axel Teichmann · Franz Göring · Tobias Angerer · 1:40:15,9 |

### Femenino
| Evento                          | Oro                                                                                            | Plata                                                                                  | Bronce                                                                                                |
| ------------------------------- | ---------------------------------------------------------------------------------------------- | -------------------------------------------------------------------------------------- | --- |
| Velocidad individual EL (24.02) | Marit Bjørgen · Noruega · 3:03,9                                                               | Arianna Follis · Italia · 3:04,1                                                       | Petra Majdič Eslovenia 3:04,4                                                                         |
| Velocidad por equipo EC (02.03) | Suecia · Ida Ingemarsdotter · Charlotte Kalla · 19:25,0                                        | Finlandia · Aino-Kaisa Saarinen · Krista Lähteenmäki · 19:28,3                         | Noruega · Maiken Caspersen Falla · Astrid Jacobsen · 19:29,1                                          |
| 10 km EC (28.02)                | Marit Bjørgen · Noruega · 27:39,3                                                              | Justyna Kowalczyk · Polonia · 27:43,4                                                  | Aino-Kaisa Saarinen · Finlandia · 27:49,0                                                             |
| 15 km persecución EM (26.02)    | Marit Bjørgen · Noruega · 38:08,6                                                              | Justyna Kowalczyk · Polonia · 38:16,1                                                  | Therese Johaug · Noruega · 38:17,4                                                                    |
| 30 km EL (05.03)                | Therese Johaug · Noruega · 1:23:45,1                                                           | Marit Bjørgen · Noruega · 1:24:29,1                                                    | Justyna Kowalczyk · Polonia · 1:25:19,1                                                               |
| Relevo 4 × 5 km (03.03)         | Noruega · Vibeke Skofterud · Therese Johaug · Kristin Størmer Steira · Marit Bjørgen · 53:30,0 | Suecia · Ida Ingemarsdotter · Anna Haag · Britta Johansson · Charlotte Kalla · 54:06,1 | Finlandia · Pirjo Muranen · Aino-Kaisa Saarinen · Riitta-Liisa Roponen · Krista Lähteenmäki · 54:29,8 |

## Salto en esquí

### Masculino
| Evento                              | Oro                                                                                          | Plata                                                                                | Bronce                                                                                  |
| ----------------------------------- | -------------------------------------------------------------------------------------------- | ------------------------------------------------------------------------------------ | --------------------------------------------------------------------------------------- |
| Trampolín normal individual (26.02) | Thomas Morgenstern · Austria · 269,2 pts.                                                    | Andreas Kofler · Austria · 260,1 pts.                                                | Adam Małysz · Polonia · 252,2 pts.                                                      |
| Trampolín normal por equipo (27.02) | Austria · Gregor Schlierenzauer · Martin Koch · Andreas Kofler · Thomas Morgenstern · 1025,5 | Noruega · Anders Jacobsen · Bjørn Einar Romøren · Anders Bardal · Tom Hilde · 1000,5 | Alemania · Martin Schmitt · Michael Neumayer · Michael Uhrmann · Severin Freund · 968,2 |
| Trampolín grande individual (03.03) | Gregor Schlierenzauer · Austria · 277,5                                                      | Thomas Morgenstern · Austria · 277,2                                                 | Simon Ammann · Suiza · 274,3                                                            |
| Trampolín grande por equipo (05.03) | Austria · Gregor Schlierenzauer · Martin Koch · Andreas Kofler · Thomas Morgenstern · 500,0  | Noruega · Anders Jacobsen · Johan Remen Evensen · Anders Bardal · Tom Hilde · 456,4  | Eslovenia Peter Prevc Jurij Tepeš Jernej Damjan Robert Kranjec 452,6                    |

### Femenino
| Evento                              | Oro                                     | Plata                                   | Bronce                           |
| ----------------------------------- | --------------------------------------- | --------------------------------------- | -------------------------------- |
| Trampolín normal individual (25.02) | Daniela Iraschko · Austria · 231,7 pts. | Elena Runggaldier · Italia · 218,9 pts. | Coline Mattel Francia 211,5 pts. |

## Combinada nórdica
| Evento                           | Oro                                                                                  | Plata                                                                                  | Bronce                                                                           |
| -------------------------------- | ------------------------------------------------------------------------------------ | -------------------------------------------------------------------------------------- | -------------------------------------------------------------------------------- |
| TN + 10 km individual (26.02)    | Eric Frenzel · Alemania · 25:19,2                                                    | Tino Edelmann · Alemania · 25:31,1                                                     | Felix Gottwald · Austria · 25:37,6                                               |
| TN + 4 × 5 km por equipo (28.02) | Austria · David Kreiner · Bernhard Gruber · Felix Gottwald · Mario Stecher · 48:07,8 | Alemania · Johannes Rydzek · Eric Frenzel · Björn Kircheisen · Tino Edelmann · 48:08,2 | Noruega · Mikko Kokslien · Håvard Klemetsen · Jan Schmid · Magnus Moan · 48:48,4 |
| TG + 10 km individual (02.03)    | Jason Lamy-Chappuis Francia 25:31,6                                                  | Johannes Rydzek · Alemania · 25:38,3                                                   | Eric Frenzel · Alemania · 25:38,6                                                |
| TG + 4 × 5 km por equipo (04.03) | Austria · David Kreiner · Bernhard Gruber · Felix Gottwald · Mario Stecher · 47:12,3 | Alemania · Johannes Rydzek · Eric Frenzel · Björn Kircheisen · Tino Edelmann · 47:12,4 | Noruega · Mikko Kokslien · Håvard Klemetsen · Jan Schmid · Magnus Moan · 47:52,9 |

## Medallero
| Núm. | País      | Oro | Plata | Bronce | Total |
| ---- | --------- | --- | ----- | ------ | ----- |
| 1    | Noruega   | 8   | 6     | 6      | 20    |
| 2    | Austria   | 7   | 2     | 1      | 10    |
| 3    | Suecia    | 2   | 2     | 1      | 5     |
| 4    | Alemania  | 1   | 4     | 3      | 8     |
| 5    | Finlandia | 1   | 1     | 2      | 4     |
| 6    | Francia   | 1   | 0     | 1      | 2     |
| 7    | Canadá    | 1   | 0     | 0      | 1     |
| 8    | Polonia   | 0   | 2     | 2      | 4     |
| 9    | Rusia     | 0   | 2     | 2      | 4     |
| 10   | Italia    | 0   | 2     | 0      | 2     |
| 11   | Eslovenia | 0   | 0     | 2      | 2     |
| 12   | Suiza     | 0   | 0     | 1      | 1     |
|      | TOTAL     | 21  | 21    | 21     | 63    |